# チャラン・ポ・ランタン
チャラン・ポ・ランタン（ローマ字表記: CHARAN-PO-RANTAN）は、日本の姉妹音楽ユニット。所属レーベルは円盤ゲシュタルト（2022年 - ）。所属事務所は合同会社ゲシュタルト商会。
「歌とアコーディオンの姉妹ユニット」として2009年7月から活動を開始。シャンソンや民俗音楽などを主体に、さまざまなジャンルの要素を取り入れた音楽性やサーカス風の独特な世界観が特徴となっている。大道芸を下地とした路上ライブなど幅広い音楽活動を行い、海外では「オルタナティブ・シャンソン」とも評される。

## メンバー
メンバー2人は実の姉妹で、共に東京都出身（千葉県生まれ）、共に和光高等学校出身。
2人のステージ衣装は、実母でイラストレーター・デザイナー・絵本作家のまつながあき（現 Aki Takechakoff）と祖母が、デザイン・製作協力している。
| 名前            | プロフィール           | 担当                                 |
| --------------- | ---------------------- | ------------------------------------ |
| もも            | 1993年4月9日（32歳）   | ボーカル、作詞・作曲（一部の楽曲）   |
| 小春 （こはる） | 1988年11月21日（36歳） | アコーディオン、コーラス、作詞・作曲 |

### カンカンバルカン
音源・ライブでの専属バックバンド。男女混合で構成。
小春、カンカンバルカンは東京都公認大道芸人（ヘブンアーティスト）としても活動している。
ライブによって、もも・小春のみ、カンカンバルカン全員または一部メンバーを加えるなど編成が変動する。
- ふーちん（渡部史） - ドラムス・パーカッション
- さくらん（櫻井奈穂子） - コントラバス・エレキベース・ウクレレ・タンバリン
- オカピ（岡村トモ子） - テナーサックス・フルート
- ベチコ(磯部舞子) - バイオリン
- とんちゃん（横山知子） - ソプラノ・アルトサックス
- ごまちゃん（小野ゆうか） - トランペット
- マリナ(山本茉莉奈) - クラリネット
- ひっしー - チューバ
- 竹内少年 - バンジョー
- さーや - コントラバス

## 来歴
2009年4月、インストゥルメンタルバンドマイノリティオーケストラのリーダーだった小春が、初めて歌詞付きの曲「親知らずのタンゴ」を制作したことから、妹のももをゲスト・ボーカリストとして加入させた。同年7月に実家にて正式にユニットチャラン・ポ・ランタンを結成。
2010年2月20日に発売したシングル『親知らずのタンゴ』でデビュー。3月26日、新宿ロフトプラスワンで行われた自主企画ライブ「〜小春と愉快な皆さんのヘンテコブンチャカナイト〜 花より団子な夢見月!」をもってマイノリティオーケストラを解散。6月に新たにカンカンバルカンを結成し、チャラン・ポ・ランタンと愉快なカンカンバルカンとして活動。8月25日に初のアルバム『ただ、それだけ。』をリリース。
2012年11月30日、下北沢ERAで行われた「ERA 10th ANNIVERSARY」においてチャラン・ポ・ランタンと崩壊バンド名義での初ライブを開催。
2013年3月、アメリカテキサス州の音楽イベント「サウス・バイ・サウスウエスト」にて初の海外ライブ出演。Twitter会長ジャック・ドーシーより絶賛された。
2014年7月9日にavex traxより発売されたシングル『忘れかけてた物語』でメジャーデビュー。
2015年1月 - 2月、メジャーデビュー後初のアルバム『テアトル・テアトル』発売記念ツアーで全国8か所でワンマンライブ開催。ファイナルはShibuya O-EASTで1300人SOLD OUT。10月に初のニューヨークライブが開催し、現地ウォール・ストリート・ジャーナルの一面を飾った。
2016年4月、小春がMr.Childrenホールツアー「Mr.Children Hall Tour 2016 虹」にサポートメンバーで参加。ももがTBS系水ドラ!!枠『毒島ゆり子のせきらら日記』にて初のテレビドラマ単独出演。同月6日、ニッポン放送『ミュ〜コミ+プラス』にゲスト出演以来親交があった松井玲奈（元SKE48・乃木坂46）とのコラボレーション・シングル『シャボン』を松井玲奈とチャラン・ポ・ランタン名義で発売。9月21日に「進め、たまに逃げても」がTBS系ドラマ『逃げるは恥だが役に立つ』のオープニングテーマに起用され、同年10月26日に配信限定で発売された。
2018年11月21日にインディーズ時代の代表曲を集めたユニット初のベスト・アルバム『過去レクション』、2019年7月17日に結成10周年を記念したベスト・アルバム『いい過去どり』を発売。
2021年8月31日をもって所属事務所のソニー・ミュージック・アーティスツとの契約を満了し独立。
2021年9月1日、姉の小春が代表取締役社長、妹のももが代表取締役副社長となり、所属事務所「合同会社ゲシュタルト商会」を設立。
2022年3月16日、独立後初の配信シングル「リバイバル上映」「隣の足元」の2曲を自ら設立したレーベル「円盤ゲシュタルト」より発売。
2023年5月3日、独立後初のアルバム「紆余曲折集」を「円盤ゲシュタルト」より発売。
2023年9月18日、アコーディオンを1日で531台予約販売を記録した事を記念して、「アコーディオン Bébé Medusaの日」として日本記念日協会に登録された。

## エピソード
- ソウル・フラワー・ユニオン、ニューロティカ、東京女子流、私立恵比寿中学など様々なジャンルに渡るライブゲスト出演や楽曲提供などのコラボを行っている。
- メディア出演等の際、共演する有名人や企業の「CMソング」を独自に作り披露している[16]。
- 音楽活動のきっかけであるシルク・ドゥ・ソレイユが2018年2月より開催した「ダイハツ キュリオス」のスペシャルサポーターに就任[17]。

## ディスコグラフィ
小春単独名義での作品については、小春 (アコーディオン奏者)#作品を参照。

### シングル
| 発売日         | タイトル                                         | 規格品番                                                      | 備考                                                 |
| -------------- | ------------------------------------------------ | ------------------------------------------------------------- | ---------------------------------------------------- |
| 2010年02月20日 | 親知らずのタンゴ                                 |                                                               | インディーズ盤                                       |
| 2014年07月09日 | 忘れかけてた物語                                 | 【CD+DVD】AVCD-83037/B 【CD】AVCD-83038                       |                                                      |
| 2014年11月05日 | ぎんなん楽団カルテット／「あやしい放送局」テーマ | AVCD‐83138                                                    | 「ぎんなん楽団カルテット」は高橋克実とのデュエット。 |
| 2015年05月16日 | この先のシナリオはあなた次第                     | AVC1-83242                                                    | ライブ会場・mu-moショップ限定販売                    |
| 2015年07月01日 | 貴方の国のメリーゴーランド                       | 【CD+DVD】AVCD-83250/B 【CD】AVCD-83251                       |                                                      |
| 2015年11月11日 | メビウスの行き止まり                             | 【CD+DVD】AVCD-83386/B 【CD】AVCD-83387                       |                                                      |
| 2020年05月27日 | コ・ロシア                                       | 【CD+DVD】AVCD-94803/B 【CD】AVCD-94804                       |                                                      |
| 2021年07月14日 | 旅立讃歌                                         | 【CD+DVD】AVCD-61074/B 【CD+BD】AVCD-61075/B 【CD】AVCD-61076 |                                                      |

#### 配信限定シングル
| 発売日         | タイトル                                       | 備考                                                                              |
| -------------- | ---------------------------------------------- | --------------------------------------------------------------------------------- |
| 2012年03月11日 | 人生のパレード                                 |                                                                                   |
| 2012年03月11日 | 最後の一錠                                     |                                                                                   |
| 2016年05月15日 | あの子のジンタ                                 |                                                                                   |
| 2016年05月15日 | ソトデナイ                                     | ベイ・シティ・ローラーズ「Saturday Night」のカバー。                              |
| 2016年10月26日 | 進め、たまに逃げても                           |                                                                                   |
| 2016年12月07日 | Sweet as sugar                                 |                                                                                   |
| 2016年12月20日 | まゆげダンス                                   |                                                                                   |
| 2017年04月16日 | 憧れになりたくて                               | 映画「はらはらなのか。」主題歌                                                    |
| 2018年06月06日 | ページをめくって                               |                                                                                   |
| 2020年05月27日 | 空が晴れたら                                   | 新型コロナウイルス感染症の流行に伴う外出自粛により、自宅録音で制作し8週連続配信。 |
| 2020年06月03日 | 進捗インジケータ                               | 新型コロナウイルス感染症の流行に伴う外出自粛により、自宅録音で制作し8週連続配信。 |
| 2020年06月10日 | 透明の恋                                       | 新型コロナウイルス感染症の流行に伴う外出自粛により、自宅録音で制作し8週連続配信。 |
| 2020年06月17日 | ゆううつなデイ                                 | 新型コロナウイルス感染症の流行に伴う外出自粛により、自宅録音で制作し8週連続配信。 |
| 2020年06月24日 | おとなの螺旋階段マーチ                         | 新型コロナウイルス感染症の流行に伴う外出自粛により、自宅録音で制作し8週連続配信。 |
| 2020年07月01日 | ハッピーマイサマーダーリン                     | 新型コロナウイルス感染症の流行に伴う外出自粛により、自宅録音で制作し8週連続配信。 |
| 2020年07月08日 | 新宿で映画を観る                               | 新型コロナウイルス感染症の流行に伴う外出自粛により、自宅録音で制作し8週連続配信。 |
| 2020年07月15日 | あの丘の向こう                                 | 新型コロナウイルス感染症の流行に伴う外出自粛により、自宅録音で制作し8週連続配信。 |
| 2021年08月4日  | かなしみ 〜ふたリマスタリング ver.〜           |                                                                                   |
| 2021年08月11日 | 春のあお 〜ふたリマスタリング ver.〜           |                                                                                   |
| 2021年08月18日 | あの子のジンタ 〜ふたリマスタリング ver.〜     |                                                                                   |
| 2021年08月25日 | ストロベリームーン 〜ふたリマスタリング ver.〜 |                                                                                   |
| 2021年09月1日  | 今日のさよなら 〜ふたリマスタリング ver.〜     |                                                                                   |
| 2022年03月16日 | リバイバル上映                                 | 独立後、初の配信シングル                                                          |
| 2022年03月16日 | 隣の足元                                       | 独立後、初の配信シングル                                                          |
| 2022年08月31日 | 無限大                                         |                                                                                   |
| 2023年01月11日 | ぽかぽか                                       | フジテレビ系『ぽかぽか』テーマソング                                              |
| 2023年09月19日 | Bebe Medusa - EP                               | Bébé MedusaによるアコースティックEP                                               |
| 2024年04月9日  | 内緒の唄                                       | 映画『クラユカバ』主題歌                                                          |

### アルバム

#### オリジナル
| 発売日         | タイトル               | 規格品番                                                           | 備考 |
| -------------- | ---------------------- | ------------------------------------------------------------------ | --- |
| 2010年08月25日 | ただ、それだけ。       | XQAY-1104                                                          | インディーズ盤 チャラン・ポ・ランタンと愉快なカンカンバルカン名義。 |
| 2012年09月12日 | つがいの歯車           | LNCM-1004                                                          | インディーズ盤 “ほぼ”フル・アルバム |
| 2012年12月26日 | たがいの鍵穴           | LNCM-1019                                                          | インディーズ盤 “ほぼ”フル・アルバム |
| 2013年04月10日 | ふたえの螺旋           | LNCM-1024                                                          | インディーズ盤 |
| 2014年12月03日 | テアトル・テアトル     | 【CD+Blu-ray】AVCD-93322/B 【CD+DVD】AVCD-93321/B 【CD】AVCD-93323 | メジャーデビューアルバム 「ワーカホリック」 はハマ・オカモトがサウンドプロデュース。 |
| 2016年01月06日 | 女の46分               | 【CD+DVD】AVCD-93321/B 【CD+Blu-ray】AVCD-93322/B 【CD】AVCD-93323 | “ほぼ”フル・アルバム |
| 2017年01月18日 | トリトメナシ           | 【CD+DVD】AVCD-93591/B 【CD】AVCD-93592                            | “ほぼ”フル・アルバム 「夢ばっかり」は片平里菜、Reiが参加。 「雄叫び」は東京スカパラダイスオーケストラが参加。 「かなしみ」はMr.Childrenツアーバンド・ヒカリノアトリエが参加。                                                                                      |
| 2017年11月01日 | ミラージュ・コラージュ | 【CD+DVD】AVCD-93749/B 【CD+Blu-ray】AVCD-93750/B 【CD】AVCD-93751 | 『ストロベリームーン』はフジファブリックが参加。 「リンゴはスター」は青森県ご当地ゆるキャラドラマー・にゃんごすたーが参加。 |
| 2019年03月06日 | ドロン・ド・ロンド     | 【CD+DVD】AVCD-96224/B 【CD+Blu-ray】AVCD-96225/B 【CD】AVCD-96226 | BDには「チャラン・ポ・ランタンpresents“ブタ音楽祭2018”ランタンサーカス」を中心としたライブ映像とMVが収録。DVDには2018年に開催された3本のライブから16曲分のパフォーマンスシーンを収録。                                                                             |
| 2020年10月28日 | こもりうた             | 【CD+DVD】AVCD-96587/B 【CD+Blu-ray】AVCD-96588/B 【CD】AVCD-96589 | 8週連続配信シングルを収録。DVDには2019年に開催された昭和女子大学人見記念講堂でのワンマンLIVE映像が、BDはそれらに加えて8週連続配信シングルのMVを収録。 |
| 2023年5月3日   | 紆余曲折集             | 【通常版】CPR-1001 【限定版】CPR-1002 【トランプ版】CPR-1003       | 独立してからは初のアルバムのリリースとなる。収録曲は、1曲目に亀田誠治プロデュース、フジテレビ系列"ぽかぽか"のテーマ・ソング「ぽかぽか」を含む最近のいろいろを詰め込んだ全17曲になっている。また、アルバムに収録されている楽曲のうち、10曲以上のMUSIC VIDEOを制作。 |

#### ベスト・アルバム
|     | 発売日          | タイトル       | 規格品番                                                              | 備考 |
| --- | --------------- | -------------- | --------------------------------------------------------------------- | --- |
| 1st | 2018年011月21日 | 過去レクション | 【4CD+DVD】AVCD-96027B 【CD】AVCD-96031                               | インディーズ時代の名曲をほぼコンプリートしたCD4枚組のベスト・アルバム。 「好きです かわさき 愛の街」は神奈川県川崎市のご当地ソング。【4CD+DVD】は数量限定盤、【CD】は期間限定盤とされている。 |
| 2nd | 2019年07月17日  | いい過去どり   | 【CD+DVD】AVCD-96316B 【CD+Blu-ray Disc】AVCD-96317B 【CD】AVCD-96318 | 結成10周年を記念したメジャー・ベスト・アルバム。 |

#### ライブ・企画盤
| 発売日         | タイトル           | 規格品番                                                        | 備考 |
| -------------- | ------------------ | --------------------------------------------------------------- | --- |
| 2013年11月06日 | 悲喜劇             | 【CD+DVD】LNCM-1038 【CD】LNCM-1040                             | インディーズ盤 2013年4月9日、5月5日、7月7日に行われた公演の録音から構成。DVD付属盤を3000枚限定リリース後、通常盤を再発。 |
| 2016年05月11日 | 女たちの残像       | 【CD】AVCD-93433～4/B 【DVD】AVBD-92348/B 【Blu-ray】AVXD-92349 | 上野恩賜公園野外ステージ（2015.5.16）、浅草公会堂（2015.12.23）、新宿文化センター大ホール（2016.3.12）の公演を収録。     |
| 2016年09月14日 | 借りもの協奏       | 【CD＋DVD】AVCD-93460/B 【CD】AVCD-93461                        | 2人組アーティストによる楽曲のカバー盤。                                                                                  |
| 2023年10月16日 | くるみ割り人形外伝 | (配信限定)                                                      | 根本宗子作の音楽劇『くるみ割り人形外伝』劇中曲集                                                                         |

### 映像作品
| 発売日         | タイトル           | 規格品番                                  | 備考                     |
| -------------- | ------------------ | ----------------------------------------- | ------------------------ |
| 2015年03月25日 | テアトルの残像     | 【DVD】AVBD-92213 【Blu-ray】AVXD-92214   |                          |
| 2017年07月12日 | トリトメナイ音楽会 | 【DVD】AVBD-92562 【Blu-ray】AVXD-92563/B | 2枚組                    |
| 2024年05月22日 | 紆余曲折集         | 【DVD】CPR-1005 【Blu-ray】CPR-1006       | 独立後初のライブ映像作品 |

### コラボレーション・参加作品
| タイトル                                                           | アーティスト                             | 発売日         | 収録曲                                                                                            | 備考     |
| ------------------------------------------------------------------ | ---------------------------------------- | -------------- | ------------------------------------------------------------------------------------------------- | -------- |
| チャクラ開き                                                       | ヒカシュー feat.チャラン・ポ・ランタン   | 2013年12月25日 | 1. 天国を覗きたい 2. モスラの歌                                                                   |          |
| TOKYO SKA Plays Disney                                             | 東京スカパラダイスオーケストラ           | 2015年12月23日 | 3. ホール・ニュー・ワールド                                                                       |          |
| シャボン                                                           | 松井玲奈とチャラン・ポ・ランタン         | 2016年4月6日   | 1. シャボン 2. 珈琲とケーキ 3. からす座（Type-Cのみ）                                             |          |
| ソウル・フラワー・ユニオン＆ニューエスト・モデル 2016 トリビュート | V.A.                                     | 2016年8月3日   | 8. 風の市                                                                                         |          |
| CHAOSMOLOGY                                                        | V.A.                                     | 2020年9月9日   | 8. ハートに火をつけて                                                                             |          |
| 異父母兄弟 異父母姉妹                                              | ガレージシャンソンショー                 | 2022年8月20日  | 6. 憂いの窓辺(feat.チャラン・ポ・ランタン もも） 10. 自堕落論（feat.チャラン・ポ・ランタン 小春） |          |
| 放生会                                                             | 椎名林檎ともも（チャラン・ポ・ランタン） | 2024年5月29日  | 13. ほぼ水の泡                                                                                    | もものみ |

## 楽曲提供
- チュートリアルライブツアー2015「TUTORIALIST」 - 舞台音楽[注 2]
- タッキー&翼「ペンデュラム・ラヴ」（作詞：もも、作曲：小春）
- 花田ゆういちろう・小野あつこ「ゾクゾクうんどうかい」（作詞・作曲：小春）[注 3]

## タイアップ一覧
| 曲                                  | タイアップ先                                                                       |
| ----------------------------------- | ---------------------------------------------------------------------------------- |
| ぎんなん楽団カルテット              | NHK『みんなのうた』2014年10月・11月放送                                            |
| 「あやしい放送局」テーマ            | NHK Eテレ『シャキーン!』挿入歌                                                     |
| 忘れかけてた物語                    | TBS「夏サカス」2014年テーマ曲                                                      |
| この先のシナリオはあなた次第        | テレビ東京系ドラマ『ワカコ酒』主題歌                                               |
| 貴方の国のメリーゴーランド          | 映画『飛べないコトリとメリーゴーランド』主題歌                                     |
| 泣き顔ピエロ                        | 映画『あっちゃん』劇中歌                                                           |
| デリシャカスのテーマ                | TBS「夏サカス・デリシャカス2015」イメージソング                                    |
| 私、間違ってた                      | クラシエ薬品「コッコアポ」WebCM                                                    |
| 時計仕掛けの人生                    | APIAイメージソング                                                                 |
| メビウスの行き止まり                | 札幌テレビ『熱烈!ホットサンド!』2015年10月度エンディングテーマ                     |
| メビウスの行き止まり                | APIAイメージソング                                                                 |
| シャボン                            | MBS・TBS系ドラマ『神奈川県厚木市 ランドリー茅ヶ崎』主題歌                          |
| 夢を運んだアヒルの子 (バリバラver.) | NHK Eテレ『バリバラ〜障害者情報バラエティー〜』オープニングテーマ                  |
| ハバナギラ                          | NHK Eテレ『バリバラ〜障害者情報バラエティー〜』エンディングテーマ                  |
| あの子のジンタ                      | 映画『少女椿』主題歌                                                               |
| 月                                  | TBS系ドラマ『ディアスポリス 異邦警察』主題歌                                       |
| ミクロック                          | テレビせとうち・テレビ東京系アニメ『しまじろうのわお!』2016年7月オープニングテーマ |
| アジアの純真                        | 札幌テレビ『熱烈!ホットサンド!』2016年10月度エンディングテーマ                     |
| 進め、たまに逃げても                | TBS系ドラマ『逃げるは恥だが役に立つ』オープニングテーマ                            |
| Sweet as sugar                      | 表参道ヒルズ『SWEETS by NAKED』テーマソング                                        |
| まゆげダンス                        | NHK『みんなのうた』2016年12月・2017年1月放送                                       |
| 雄叫び                              | ABCテレビ『ビーバップ!ハイヒール』2017年1月エンディングテーマ                      |
| かなしみ                            | HBCテレビ『音ドキッ!』2017年1月オープニングテーマ                                  |
| 夢ばっかり（ふたりver.）            | earth music&ecology 2017年 春夏 CMソング                                           |
| 憧れになりたくて                    | 映画『はらはらなのか。』主題歌                                                     |
| 猫の手拝借                          | NHK Eテレ アニメ『ねこねこ日本史』オープニングテーマ                               |
| お茶しよ                            | エイチーム『ヴァルキリーコネクト』CMソング                                         |
| お茶しよ                            | 九州朝日放送『#タグるヨル』オープニングテーマ                                      |
| いっくよー! ポジティブヒーロー      | テンプスタッフ タイアップソング                                                    |
| リンゴはスター                      | 江崎グリコ『朝食りんごヨーグルト』CMソング                                         |
| ガリレオ                            | 小学館『小学館の図鑑NEO』CMソング                                                  |
| ページをめくって                    | 映画『キスできる餃子』主題歌                                                       |
| juu-juu                             | 映画『キスできる餃子』挿入歌                                                       |
| 置行堀行進曲                        | テレビ朝日系『じゅん散歩』2019年8・9月度エンディングテーマ                         |
| ふたりの丘                          | Aiming『CARAVAN STORIES』3周年記念PV                                               |
| よーいごはんのテーマ                | 北海道足寄郡陸別町「浜田旅館」まぜごはんの素「よーいごはん」テーマソング           |
| ぽかぽか                            | フジテレビ系『ぽかぽか』テーマソング                                               |
| 内緒の唄                            | アニメ映画『クラユカバ』主題歌                                                     |

## 出演
もも単独での出演については、もも (歌手)#出演を参照。

### テレビ番組
- シャキーン!（NHK Eテレ） - 2012年10月「シャキーン!ミュージック 住人十色」、2014年8月「あやしい放送局」双子地蔵 役（声の出演）
- beポンキッキーズ（BSフジ、2014年7月 - 2016年3月）
- ムジカ・ピッコリーノ（NHK Eテレ、2016年7月29日） - アコーディオンの専門家姉妹プリマ&ペスカ 役
- トットちゃん!（2017年11月23日、テレビ朝日） - 笠置シヅ子 役（もも）、アコーディオン弾き 役（小春）
- ねこねこ日本史 第56話（2017年12月6日、NHK Eテレ） - 娘A・B、お船、武将A 役（声の出演）
- 下っ端酒場（NHK総合、2017年10月9日）
- クラシック音楽館、生誕100年ピアソラの世界（NHK Eテレ、2021年7月18日）-バンドネオン奏者の小松亮太と小春が出演

### ラジオ番組
- スットコドッコイ・ラヂオ劇場（bayfm、2013年4月3日 - 2020年3月26日）
- チャラン・ポ・ランタンのオールナイトニッポン0(ZERO)（ニッポン放送、2014年10月1日 - 2015年3月25日）
- チャラン・ポ・ランタンのよーるごはんラジヲ（FM NORTH WAVE、2022年6月7日 - ）

### ウェブ配信
- チャラン・ポ・ランタンのあの懐（NOTTV、2015年5月3日・5月10日）
- すくどう「チャラン・ポ・ランタンのMusic for 心臓」（NHK for School、2015年9月7日）
- 松永姉妹の部屋 ～女4人のトリトメ放談～（SHOWROOM・LINE LIVE・TwitCasting、2016年11月28日）

### 映画
- 飛べないコトリとメリーゴーランド（2015年7月4日公開） - 主題歌および出演：ユカ 役（もも）、ミカ先輩 役（小春）[18]
- はらはらなのか。（2017年4月1日公開） - 主題歌および出演：劇団員モモ、コハル 役（カンカンバルカンと共に出演）

### 広告
- クラシエ薬品「コッコアポ」（2015年3月、ウェブ広告）[19]。
- 花王 「ビオレふくだけコットンうるおいリッチ」（2015年9月、ウェブ広告）
- クラシエ薬品「葛根湯」（2016年1月）
- 日本瓦斯「祝!ガス自由化」（2017年2月） - 歌・演奏・ナレーション
- テンプスタッフ （2017年10月、ウェブ広告）[20]
- デルモンテ「リコピンリッチ　トマト飲料」 CM 「キレイ」篇(2018年3月) - 歌「トマっちゃうな～」(山本リンダ「こまっちゃうナ」の替え歌)
- エバラ食品「浅漬けの素」（2019年5月）

### 舞台
- 月刊「根本宗子」第16号「愛犬ポリーの死、そして家族の話」（2018年12月20日 - 12月31日、本多劇場）
- 別冊「根本宗子」「墓場、女子高生」（2019年10月9日　- 22日、ザ・スズナリ） - 小春が劇中楽曲を担当
- 月刊「根本宗子」別冊第8号「超、Maria」（2020年1月22日 - 26日、29日 - 2月2日、KAAT神奈川芸術劇場）
- 超、リモートねもしゅー版「あの子と旅行行きたくない。」（2020年4月17日 -、配信） - 小春が劇中楽曲を担当
- 超、リモートねもしゅー3配信版「超、Maria」無観客版（2020年9月12日 - 21日、配信）[21]
- ブランニューオペレッタ「Cape jasmine」（2021年10月6日・7日、日本青年館ホール）
- LINE NEWS VISION「20歳の花」（2021年6月29日 - 、全10話配信）　- 第25回文化庁メディア芸術祭エンターテインメント部門新人賞を受賞
- 音楽劇「三文オペラ 歌舞伎町の絞首台」（2025年12月17日 - 21日〈予定〉、新宿FACE） - ポリー 役（もも）[22]

## 主なライブ

### ワンマンライブ・主催イベント
| 開催日                  | タイトル                                                                                   | 備考                                                                          |
| ----------------------- | ------------------------------------------------------------------------------------------ | ----------------------------------------------------------------------------- |
| 2012年9月14日           | shinjuku LOFT&チャラン・ポ・ランタンpresents 女をなめんなよスペシャルvol.2                 | 新宿LOFT w/リバーシブル吉岡, サロメの唇                                       |
| 2013年4月9日            | "もも"のハタチ生誕祭 ～チヤホヤされるのは今夜まで～                                        | 新宿LOFT                                                                      |
| 2013年6月21日           | 女をなめんなよスペシャルvol.3                                                              | 新宿LOFT w/たをやめオルケスタ, 日比谷カタン, 蜜                               |
| 2013年7月7日            | チャラン・ポ・ランタン ワンマンライブ『七夕ライブ～織姫 彦星 遠距離恋愛 もう限界 Vol.2～』 | 東京キネマ倶楽部                                                              |
| 2013年10月19日          | チャラン・ポ・ランタン presents 『女をなめんなよ～素直すぎる女の子スペシャル～』           | 下北沢SHELTER w/大森靖子                                                      |
| 2013年12月              | 可愛いカンカン娘には旅をさせろツアー2013                                                   |                                                                               |
| 2014年1月11日           | 女をなめんなよスペシャルvol.4                                                              | 新宿LOFT w/ニューロティカ                                                     |
| 2014年5月9日〜5月25日   | 五月病の特効薬ツアー2014                                                                   |                                                                               |
| 2014年6月28日           | 女をなめんなよスペシャルvol.5                                                              | 新宿LOFT w/たをやめオルケスタ, ジョニー大蔵大臣, 南波志帆, 大森靖子, 山田広野 |
| 2014年11月9日〜11月21日 | 秋のゲシュタルト崩壊ツアー2014                                                             |                                                                               |
| 2014年11月23日          | チャラン・ポ・ランタンと崩壊バンドにチャランポサーカス隊                                   | 東京キネマ倶楽部                                                              |
| 2015年1月10日〜2月11日  | チャラン・ポ・ランタンと愉快なカンカンバルカン新春ツアー2015「テアトル・テアトル」         |                                                                               |
| 2015年3月4日〜5月16日   | ツアー2015「唄とアコーディオンの姉妹劇場」                                                 |                                                                               |
| 2015年9月3日〜9月16日   | ツアー2015"チャラン穂 秋の大収穫祭"                                                        |                                                                               |
| 2015年12月6日〜12月27日 | チャラン・ポ・ランタンと崩壊バンドツアー2015 "Shiwasu de Gowasu"                           |                                                                               |
| 2016年2月20日〜3月21日  | ツアー2016 女たちの120分                                                                   |                                                                               |
| 2016年3月26日           | チャラン・ポ・ランタンpresents"女をなめんなよスペシャル Vol.6"                             | 新宿LOFT w/ふーちんギド, Cocochi-kit                                          |